# Margaretha von Baden
Margaretha von Baden (* 1452; † 14. Januar 1496 in Lichtental) war eine Äbtissin aus dem Kloster Lichtenthal. Davor war sie Äbtissin im Kloster Marienau.
Sie war die Tochter von Markgraf Karl I. von Baden und Katharina von Österreich.
Margaretha von Baden war wohl die schillerndste Gestalt unter den Marienauer Prälatinnen. Über Margarethe berichtet die Lichtenthaler Chronik: „Ist gewessen Ein freylein zwahr jung ahn jahren, leichtet aber sonderlich mit Unschuldt Ihres Lebens.“ Sie stand dem Marienauer Kloster bis 1477 vor, ehe sie als dritte Frau in diesem Amt nach Lichtenthal postuliert wurde und dort als 20. Äbtissin bis zu ihrem Tod im Jahr 1495 regierte. Interessant hierzu ist, dass Margaretha nach Lichtenthal entsandt wurde, obwohl dort noch Anna Strauler das Amt der Äbtissin bekleidete. Diese wurde aber offenbar auf Betreiben des Markgrafen Christoph I. (Baden) zum Rücktritt gezwungen.
In dem Fresko „Zug der Seligen“ von Martin Schongauer an der Südwand des Breisacher St. Stephansmünsters findet sich ein Porträt von ihr. Es zeigt Kaiser Friedrich III. mit seiner Frau Eleonore Helena von Portugal und seiner Nichte Margaretha. Ein zweites Porträts in der Äbtissinnengalerie von Lichtenthal zeigt Margaretha als Äbtissin dieser Abtei.
Auf Initiative der Äbtissin Margaretha von Baden kommt es gegen Ende des 15. Jahrhunderts zu Ausgestaltung der Klosterkirche mit kostbaren Werken spätgotischer Kunst im Kloster Lichtenthal.
Margaretha hat folgende Geschwister:
- Christoph (* 13. November 1453 in Baden-Baden; † 19. April 1527 Baden-Baden)
- Albrecht (* 1455 in Hachberg; † 1488 Damme)
- Friedrich (* 9. Juli 1458; † 24. September 1517 in Lier); Bischof von Utrecht
- Katharina (* 15. Januar 1449; † vor 8. Mai 1484) heiratete am 19. Mai 1464 Graf Georg III. von Werdenberg-Sargans
- Cimburga (* 15. Mai 1450; † 5. Juli 1501 in Breda) heiratete am 19. Dezember 1468 den Grafen Engelbert II. von Nassau-Dillenburg
- Anna, uneheliche Schwester, heiratete 1471 Johannes Henne